# Karlsborg
Karlsborg er en svensk by i Västra Götalands län i landskabet Västergötland. Den er administrationsby i Karlsborgs kommune og havde i 2005 3.574 indbyggere.
Karlsborg ligger ved Vätterns vestre bred og er kendt for Karlsborgs fæstning, som blev opført i årene 1819-1909. Byen blev anlagt som fæstningsby og baserede sin vækst på bygningsarbejderne på Karlsborg fæstning i 1800-tallet. Fæstningen var beregnet til at fungere som Sveriges reservehovedstad i en krigssituation med plads til blandt andet rigsdag, regering, valutareserve og kongehus.